# Typographie vaticane
La Typographie vaticane, en italien Tipografia Vaticana, est un organisme de la Curie romaine fondé au XVIe siècle. Il est chargé de l'impression typographique de documents du Saint-Siège tels que les livrets de célébrations ou du quotidien L'Osservatore Romano. Cet organisme s'est nommé Tipografia poliglotta vaticana avant sa fusion avec l'imprimerie de L'Osservatore Romano en 1991. Il est placé sous la responsabilité du Dicastère pour la communication.

## Histoire
En 1561, le pape Pie IV fait installer à Rome une imprimerie officielle, qui produit notamment les Canons et décrets du concile de Trente (1563) puis son Catéchisme (1566).
Par son bref apostolique Eam semper du 27 avril 1587, Sixte V crée une imprimerie au palais du Vatican. Les premiers textes publiés (1587-1589) sont les œuvres de Basile de Césarée, de Grégoire le Grand et de Bonaventure de Bagnoregio, le premier volume des Annales ecclesiastiques de Cesare Baronio et les trois volumes des Disputationes de Controversiis de Robert Bellarmin. En 1590, paraît la première édition officielle de la Vulgate (la « Vulgate sixtine »), suivie en 1593 de la Bibliotheca du jésuite Antonio Possevino .
En 1626, Urbain VIII fonde la « Typographie polyglotte de la Sacra Congregatio de Propaganda Fide », afin de fournir les publications nécessaires aux missions. Le matériel typographique comprend 23 alphabets, augmenté par les caractères orientaux cédés par l'imprimerie du Vatican et la typographie médicienne orientale. 
Le siège actuel est construit en 1908 sur l'ordre de Pie X. En 1937, Pie XI confie aux Salésiens la direction de la Typographie polyglotte et l'administration de L'Osservatore Romano. 
En 1991, ces deux unités fusionnent et sont placées sous une direction unique.
Le 27 juin 2015, avec son motu proprio L'attuale contesto comunicativo, le pape François décide de fusionner la Typographie vaticane, avec toutes les entités du Saint-Siège chargées de la communication, au sein du nouveau Dicastère pour la communication.

## Productions
Parmi les œuvres produites par la Typographie vaticane figurent des bibles, des ouvrages liturgiques, des règles d'instituts religieux, des livres d'art pour les musées du Vatican et la Bibliothèque apostolique vaticane, des textes édités par la Librairie éditrice vaticane en 15 langues différentes, ainsi que des cartes postales, des dépliants et des affiches, mais aussi des documents officiels tels que l'Annuaire pontifical et les Acta Apostolicae Sedis.